# Schlacht bei Eggmühl
Sacile – Teugn-Hausen – Weichselfeldzug – Raszyn – Abensberg – Landshut – Eggmühl – Regensburg – Neumarkt – Ebelsberg – Piave – Aspern – Sankt Michael – Stralsund – Bergisel – Raab/Győr – Graz – Wagram – Korneuburg – Stockerau – Gefrees – Hollabrunn (Schöngrabern) – Znaim – Walcheren–Schlacht an der Baskischen Reede

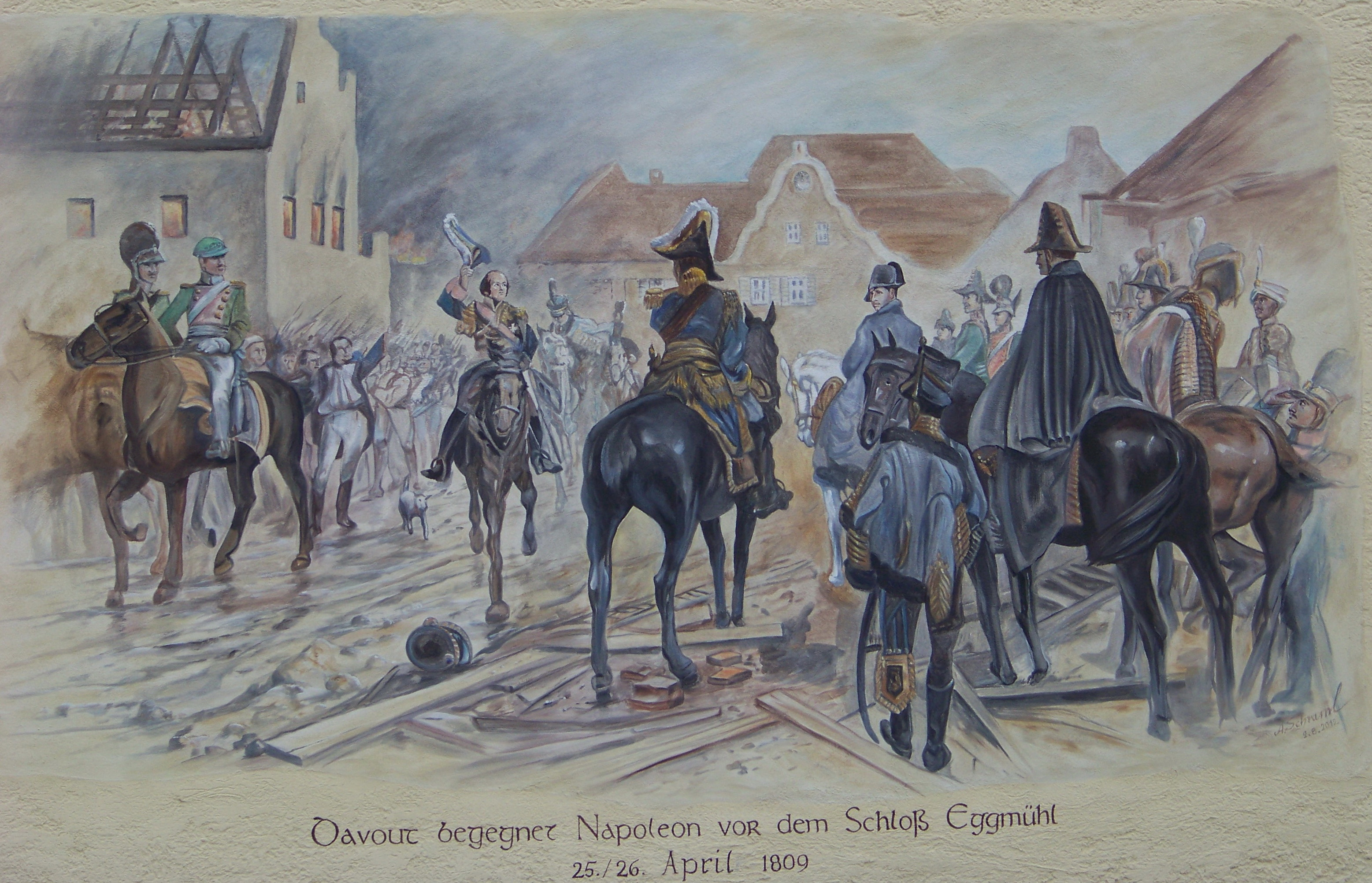
Davout begegnet Napoleon

Die Schlacht bei Eggmühl fand am 22. April 1809 bei Eggmühl, einem Dorf in der heutigen Oberpfalz, südlich von Regensburg, statt. Die Schlacht gehört zu einer Reihe von eng zusammenhängenden Gefechten und Schlachten, die zwischen dem 19. und 23. April 1809 im Bereich der Abens, der Großen Laaber, Landshut und Regensburg stattgefunden haben. Da diese Gefechte alle sehr eng zusammenhängen und sich gegenseitig beeinflussten, werden sie in der älteren Literatur meist als „Feldzug bei Regensburg“ gemeinsam dargestellt.

## Verlauf
Durch die Schlacht bei Abensberg am 20. April war der linke Flügel des österreichischen Heeres unter Feldmarschallleutnant Hiller bis über die Kleine Laaber zurückgetrieben worden. In der Nacht zogen sich die Österreicher nach Landshut zurück. Hier wurden sie am nächsten Tag von Napoléon Bonaparte von Norden und von Masséna von Freising her angegriffen (21. April) und mit großen Verlusten über die Isar zurückgeworfen. Unterdessen hatte der österreichische Generalissimus Erzherzog Karl südlich der Donau zwischen (Bad) Abbach und Eggmühl Stellung bezogen und drohte dadurch, mit vier Armeekorps die französischen Truppen (etwa 46.000 Mann) unter Marschall Davout, der in dem Gebiet etwa zwischen Schierling und Dünzling stand, zu umgehen. Unter dem Befehl von Davout stand zu diesem Zeitpunkt auch ein Teil der bayerischen Truppen unter Marschall Lefebvre. Am äußersten linken Flügel der österreichischen Armee an der Großen Laaber war das IV. österreichischen Armeekorps (16.000 Mann) unter Fürst Orsini-Rosenberg postiert, das damit zugleich Dreh- und Angelpunkt der geplanten österreichischen Umfassungsbewegung war.
Kurz nach Mittag des 22. April erschien, für die Österreicher völlig überraschend, Kaiser Napoleon mit 65.000 Mann auf der Chaussee von Landshut südlich von Eggmühl. Zusammen mit den Truppen der Marschälle Davout und Lefebvre verfügte Napoleon damit über rund 110.000 Mann. Bei ihm waren die Armeekorps der Marschälle Lannes, Masséna und des Generals Oudinot sowie ein Teil der schweren Kavalleriereserve unter Marschall Bessières, der größte Teil der Württemberger unter General Vandamme, ein großer Teil der bayerischen Kavallerie und ein Teil der bayerischen Division Wrede.
Das Dorf Eggmühl, das von Truppen des IV. österreichischen Armeekorps besetzt war, wurde unter heftigem Beschuss österreichischer Batterien auf den Höhen hinter Eggmühl von den Franzosen eingenommen. Fürst Orsini-Rosenberg zog sich zunächst auf die Höhen bei Laichling zurück und suchte dort den Vormarsch der Franzosen möglichst lange zu blockieren. Inzwischen marschierte die französische Vorhut, vor allem Kavallerie, auf der großen Chaussee im Rücken der österreichischen Armee weiter in Richtung Regensburg. Bei Köfering und Obertraubling traf sie allerdings auf dort seit dem Morgen wartende österreichische Reserven, die schließlich ihren Vormarsch aufhielten. Bis zum Abend zogen sich auf der ganzen Linie die österreichischen Armeekorps, von ihrer jeweiligen Nachhut kämpfend gedeckt, bis zu den Höhen südlich von Regensburg zurück (etwa auf eine Linie zwischen Burgweinting und Pentling). Die Kämpfe südlich der Stadt Regensburg endeten erst mit Einbruch der Nacht.
In der folgenden Nacht zogen sich die Österreicher nach der Erstürmung von Regensburg (Schlacht bei Regensburg) über die Donau und anschließend durch die Oberpfalz weiter nach Böhmen zurück.

## Nachwirkungen
Für seine herausragenden Verdienste erhob Kaiser Napoleon am 28. November 1809 Marschall Davout zum Fürsten von Eckmühl in der noblesse impériale. Davouts Tochter stiftete den nach dieser Schlacht benannten Phare d’Eckmühl an der bretonischen Küste.
Nach der Schlacht bei Eggmühl war auch der Stadtteil Eckmühl der Stadt Oran im ehemals französischen Algerien benannt.
An die Schlacht bei Eggmühl wird auch auf dem Arc de Triomphe in Paris erinnert. Allerdings ist dem Steinmetz bei dem Namen ein Buchstabendreher unterlaufen. Hier heißt es: „Eckmulh“.

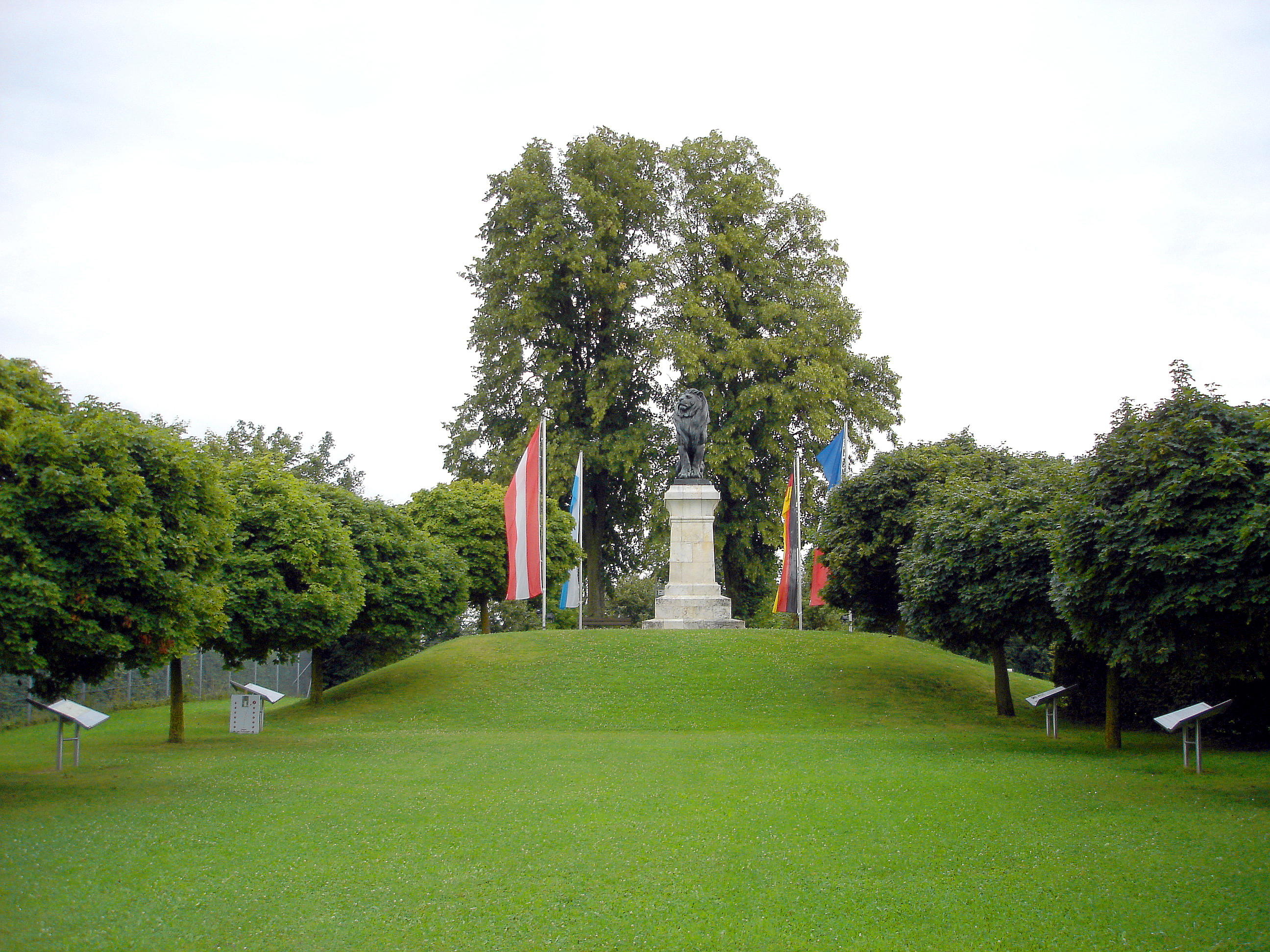
Denkmalanlage bei Eggmühl (2009)

### Eggmühltag
Von 2004 bis 2009 wurde jährlich im Juni durch den Reservistenverband der Bundeswehr, den Bayerischen Soldatenbund, die Bundeswehr und den Markt Schierling zum Gedenken an das historische Ereignis eine Schlachtennachstellung mit über 1000 Teilnehmern vor allem aus Frankreich, Österreich und Deutschland mit historischen Uniformen und Waffen veranstaltet.